# Computer World
Pour les articles homonymes, voir Computerworld.
Albums de Kraftwerk
The Man-Machine
(1978) Electric Café
(1986)
Computer World est le titre international de l’album Computerwelt du groupe allemand Kraftwerk, sorti en mai 1981. Il contient notamment les titres Computer World et Numbers, et est considéré comme une œuvre fondatrice, de par son influence, du style techno. Conceptuellement, il s'agit du 5e album du Catalogue officiel de Kraftwerk.
Dans sa première édition de 1981, Computer World est sorti en 4 versions : allemande, anglaise, française et japonaise. La musique reste la même, mais la langue des paroles change. Le titre des différentes versions d’une même chanson est traduit dans la langue correspondante, seulement si les paroles sont elles aussi traduites.
Dans les versions française et japonaise, seule Pocket Calculator est traduite : elle devient Dentaku (ou "電卓") en japonais, et Mini calculateur en français.
Par la suite, seules les versions allemande, anglaise et japonaise ont été rééditées en CD. Cependant, la version japonaise voit une légère modification de son contenu, puisque Pocket Calculator est en anglais en piste n°2, tandis que Dentaku devient la 8e piste, et est considérée comme étant une chanson "bonus".

## Titres
| No | Titre                                                                    | Durée |
| -- | ------------------------------------------------------------------------ | ----- |
| 1. | Computer World / Computerwelt                                            | 5:05  |
| 2. | Pocket Calculator / Taschenrechner / Dentaku ("電卓") / Mini Calculateur | 4:55  |
| 3. | Numbers / Nummern                                                        | 3:19  |
| 4. | Computer World 2 / Computerwelt 2                                        | 3:21  |
| 5. | Computer Love / Computerliebe                                            | 7:15  |
| 6. | Home Computer / Heimcomputer                                             | 6:17  |
| 7. | It’s More Fun to Compute                                                 | 4:13  |